# Passeig de Sant Joan
Le Passeig de Sant Joan (Passage de Saint Jean) est une rue de Barcelone. Située dans le quartier de l'Eixample, elle relie le quartier de Gràcia au niveau de la travessera de Gràcia au parc de la Ciutadella.
Le nom est donné d'après l'ancien passage de Saint Jean, commencé en 1795 et terminé en 1802 qui permettait d'accéder aux glacis de la citadelle et qui disparut lors de la destruction de l'ouvrage militaire.
Il croise la Place Tétouan, l'avenue Diagonal et abrite la Casa Macaya.
Le passage a reçu plusieurs noms dans son histoire :
- Général Mola ;
- García Hernández ;
- Saint Jean (avant 1900)

## Édifices remarquables
- Église et couvent Saint-François-de-Sales, construits de 1877 à 1885 sur les plans de Joan Martorell i Montells.

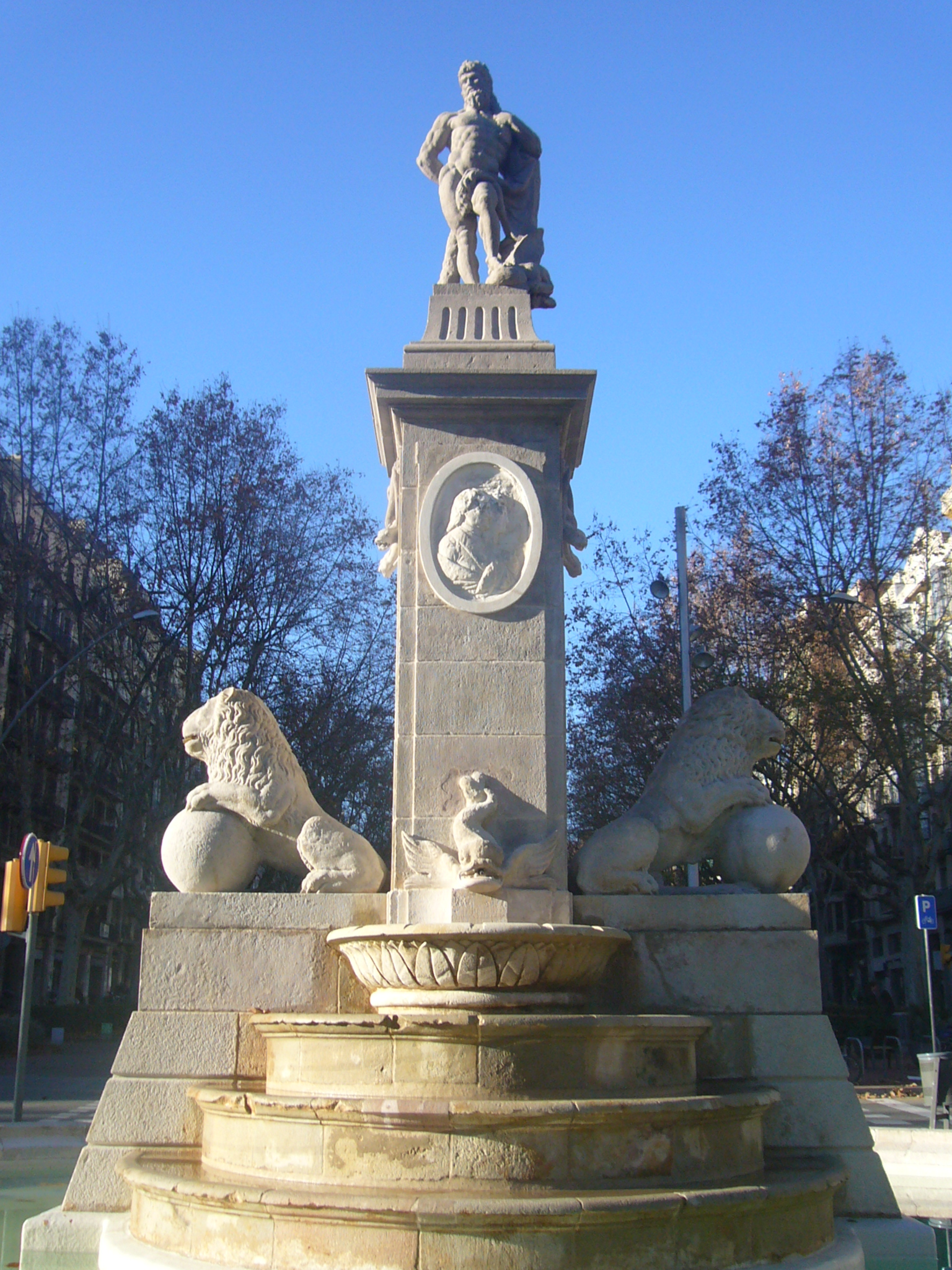
La fontaine d'Hercule, au croisement du Passeig de Sant Joan et de la rue Corsega.